# Мадонна (альбом)
«Мадонна» — п'ятий студійний альбом українського гурту «Жадан і Собаки», записаний і виданий у 2019 році. Альбом було викладено на сервісі SoundCloud 5 вересня 2019. Ілюстрації до альбому — Юрачка Таран. Складається з двох оновлених пісень з попередніх альбомів («Марат» та «Натаха»), трьох старих синглів («Кобзон», «Бухло» та «Тьолка барабанщика») та п'ятьох повністю нових пісень.

## Композиції
| #     | Назва                | Автор слів | Автор музики     | Тривалість |
| ----- | -------------------- | ---------- | ---------------- | ---------- |
| 1.    | «Intro»              | С. Жадан   | Собаки в Космосі | 3:07       |
| 2.    | «Троєщина»           | С. Жадан   | Собаки в Космосі | 3:30       |
| 3.    | «Кобзон»             | С. Жадан   | Собаки в Космосі | 3:54       |
| 4.    | «Бухло»              | С. Жадан   | Собаки в Космосі | 3:27       |
| 5.    | «Тьолка барабанщика» | С. Жадан   | Собаки в Космосі | 4:08       |
| 6.    | «Мадонна»            | С. Жадан   | Собаки в Космосі | 3:34       |
| 7.    | «Мальви»             | С. Жадан   | Собаки в Космосі | 4:21       |
| 8.    | «Натаха»             | С. Жадан   | Собаки в Космосі | 6:25       |
| 9.    | «Марат»              | С. Жадан   | Собаки в космосі | 4:29       |
| 10.   | «Outro»              | С. Жадан   | Собаки в Космосі | 3:56       |
| 11.   | Untitled             | С. Жадан   |                  |            |
| 39:56 |                      |            |                  |            |